# Activisme cycliste
L'activisme cycliste désigne l'ensemble des activités qui appellent, encouragent ou permettent une adoption et un soutien accrus du vélo ainsi qu'une sécurité et un confort améliorés pour les cyclistes.

## Organisations

### Associations

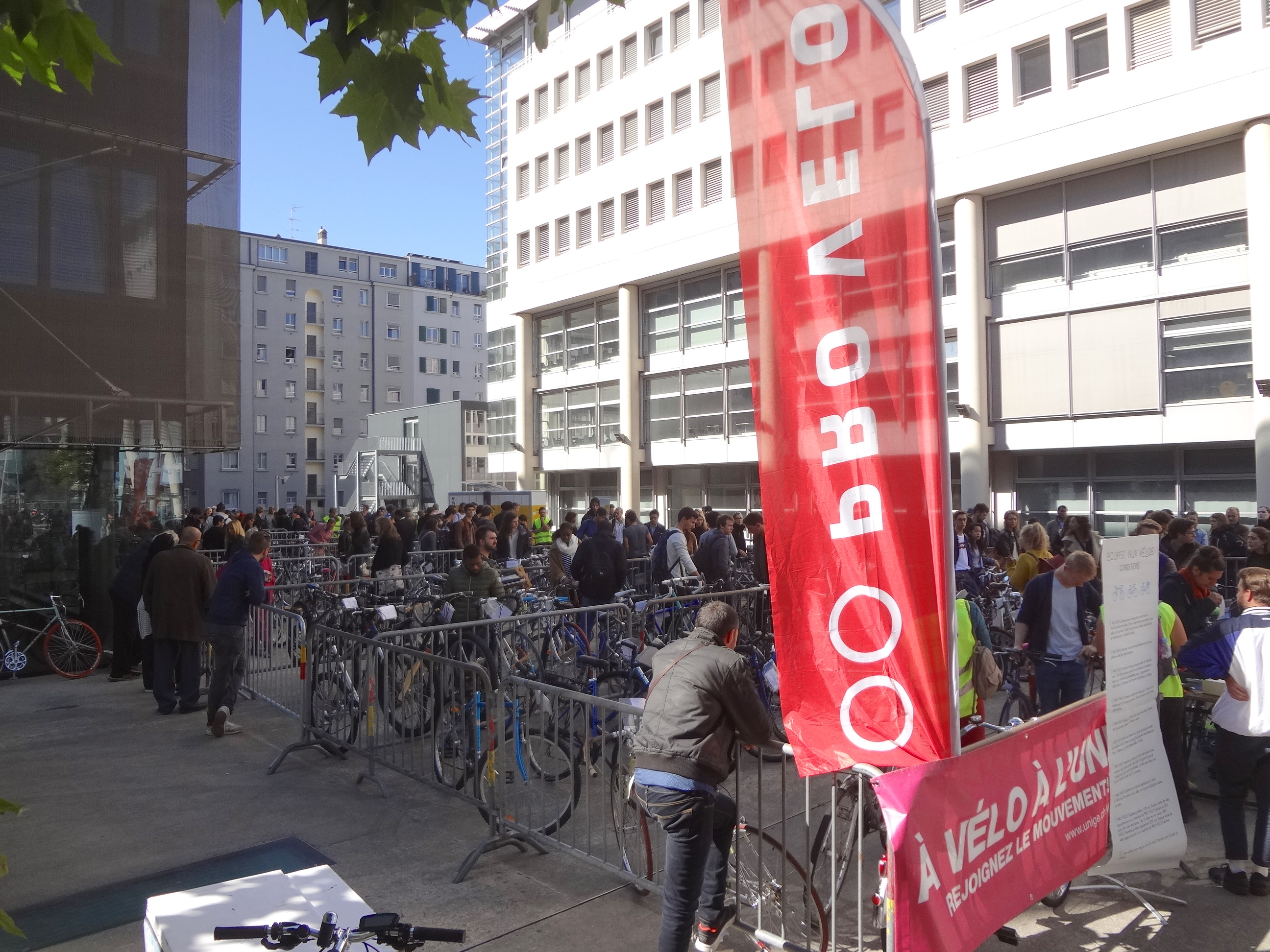
Bourse aux vélos de Pro Velo à Genève.

Différentes associations de cyclistes urbains et ruraux se sont constituées à différentes échelles géographiques afin de promouvoir et de développer cette pratique. C'est le cas par exemple de la Fédération française des usagers de la bicyclette.
Les associations agissent généralement comme relais entre les cyclistes et les collectivités locales, et mènent ou impulsent des actions de communication vers le grand public. Elles peuvent aussi mener des actions de terrain comme des ramassages scolaires à vélo, des écoles de conduite, des ateliers de maintenance ou de marquage des vélos, voire de revente après réparation. Elles peuvent également avoir une action de lobbying auprès des institutions pour encourager des politiques volontaristes, ou contrer des mesures qu'elles jugent contre-productives, comme la mise en place d'une obligation de port du casque par exemple. À l'échelle locale, elles proposent des aménagements cyclables sur des axes de circulation, même en milieu rural.

### Buts
Les sujets de préoccupation comprennent généralement la mise en place de meilleures infrastructures cyclables, l'éducation du public concernant les avantages du vélo et l'augmentation du soutien public et politique au vélo.

## Activisme cycliste dans le monde
Il existe de nombreuses structures dans le monde dont la mission première est de défendre ces objectifs.

### Au niveau international
En 2018, l'Assemblée générale des Nations Unies a désigné le 3 juin Journée mondiale du vélo.
Le World Bike Forum a été organisé en 2012 après les événements de Masse critique à Porto Alegre au cours desquels un automobiliste a délibérément percuté et blessé une vingtaine de cyclistes. Le Forum a eu lieu dans les villes du sud du Brésil, Porto Alegre (2012 et 2013) et Curitiba (2014), ainsi qu'à Medellín, en Colombie (2015), et à Mexico en 2017.
Le réseau L'Heureux Cyclage regroupe des ateliers permettant de faire réparer son vélo en Europe.

### Par pays

#### Afrique du Sud
La maire du Cap Lebogang Mokwena contribué à un événement appelé « Co-create My City », un échange d’informations entre l’Afrique du Sud et les Pays-Bas.

#### Australie
Bicycle Network est une organisation cycliste australienne.

#### Brésil
En 2014, une polémique éclate à propos du choix de la municipalité de São Paulo sur l'installation de pistes cyclables.

#### Danemark

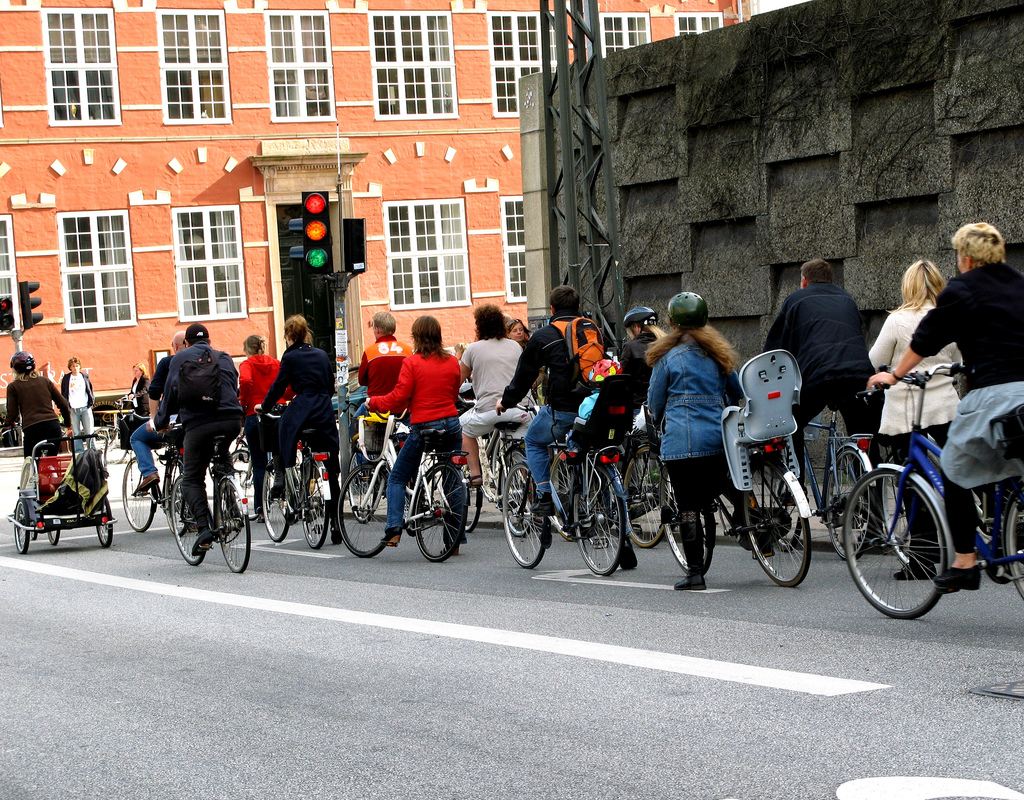
Circulation cyclable aux heures de pointe à Copenhague

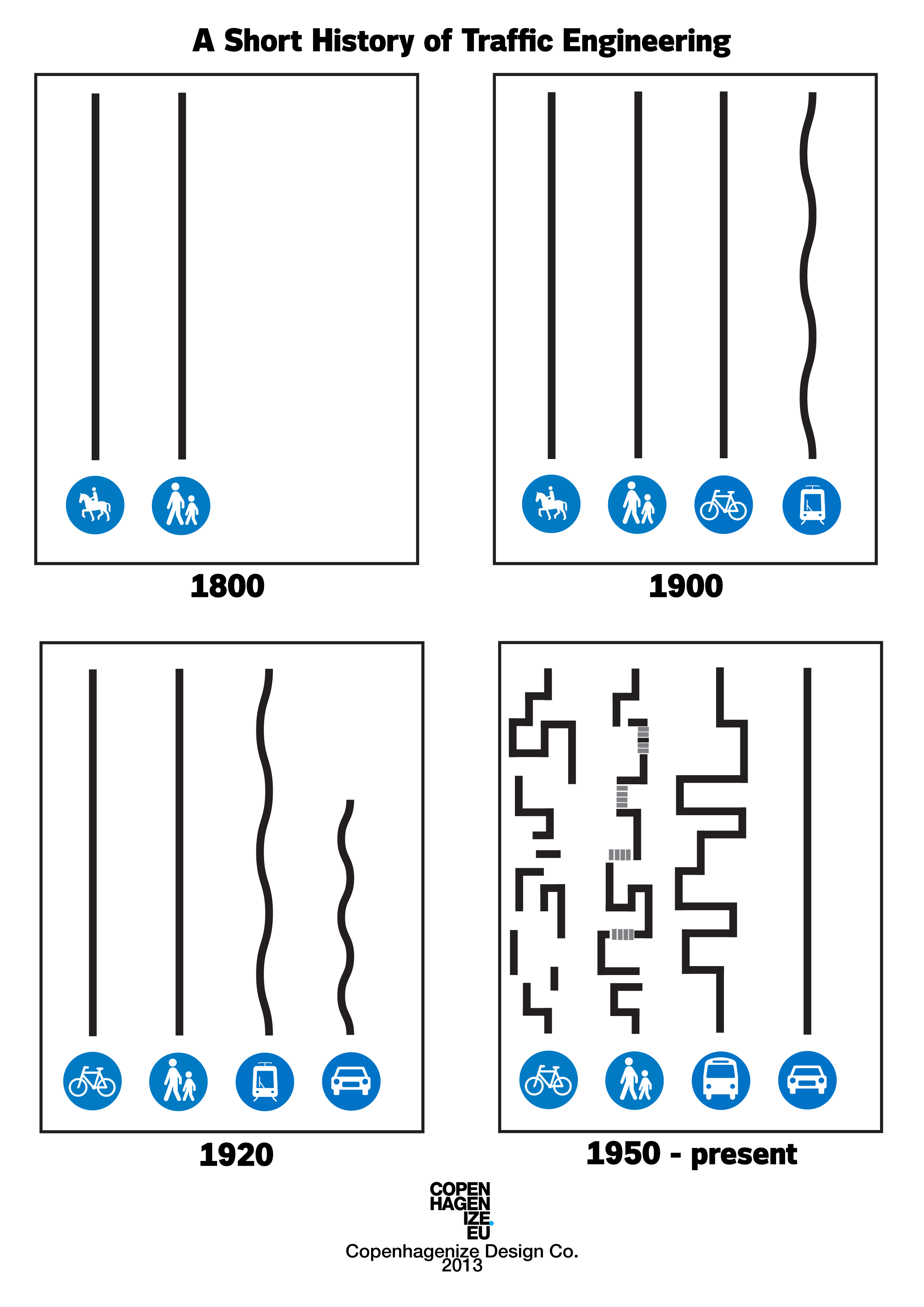
Affiche de plaidoyer pour Copenhagenize.

Le consultant danois en urbanisme Jan Gehl, qui a joué un rôle déterminant dans la promotion des déplacements cyclistes en milieu urbain à Copenhague a déclaré :
Depuis plus de 40 ans, M. Gehl étudie systématiquement les espaces publics pour voir comment ils fonctionnent réellement, en utilisant Strøget et Copenhague comme laboratoire pour ses recherches. Il a conseillé des villes du monde entier, notamment Melbourne, Londres et New York, sur la manière d'améliorer la qualité de la vie urbaine – selon ses propres termes, sur la manière de « Copenhagueniser » leurs villes.
Le terme de « copenhaguenisation » désigne donc la planification et la conception urbaines visent à rendre une ville plus accessible aux cyclistes et aux piétons et moins dépendante de la voiture,.
Le terme de « copenhaguenisation » a été par la suite popularisé par le consultant en design urbain danois Mikael Colville-Andersen grâce au blog Copenhagenize.com. Le blog a inspiré la création d'autres blogs ayant le même thème pour des villes comme Amsterdam, Portland, Lisbonne, Hambourg et Munich,,.

#### États-Unis
Il existe plusieurs associations qui défendent la pratique du vélo aux États-Unis.

#### France
En France, la fédération française des usagers de la bicyclette (FUB) rassemble en 2024 plus de 500 associations locales. Elle joue le rôle d'un « lobby du vélo » au niveau national, en particulier lorsqu'Élisabeth Borne est ministre des transports puis de la transition écologique de 2017 à 2020 et s'appuie sur la FUB et le Club des villes et territoires cyclables et marchables pour soutenir le vélo à la sortie du confinement.

#### Grande-Bretagne
Il existe une ambassade cycliste en Grande-Bretagne. L'association London Cycling Campaign, basée à Londres cherche à promouvoir l'activité cycliste.

#### Irlande

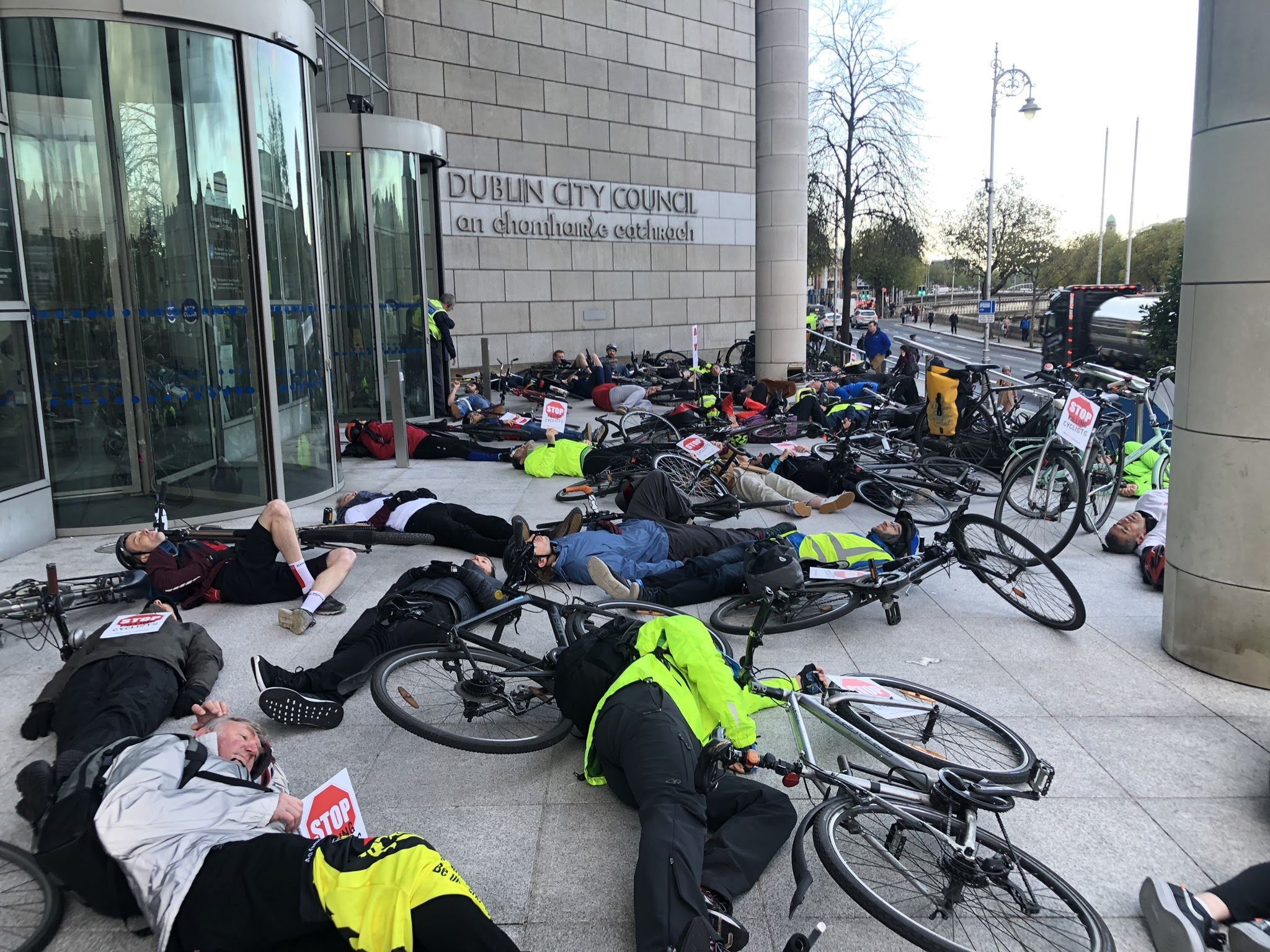
Die-in par I BIKE Dublin au conseil municipal de Dublin, en 2019

En Irlande, le groupe I BIKE Dublin (en) milite pour de meilleures conditions de circulation à vélo à Dublin.

#### Pays-Bas
Il existe au Pays-Bas une ambassade cycliste les plus connues sont l'ambassade cycliste.

#### Philippines
La World Cycling Alliance, un groupe mondial de défense du cyclisme, a fondé en 2000 aux Philippines une ONG appelée Firefly Brigade. La mission de la Brigade des Lucioles est de promouvoir le vélo et de permettre aux citoyens de s'impliquer dans la défense du vélo.

#### Thaïlande
La Thaïlande compte de nombreux groupes de défense du vélo, notamment le Thai Cycling Club et la Thai Cycling for Health Association . Ces groupes de défense participent à des activités telles que des campagnes, influencent les résultats des politiques cyclistes, dirigent des discussions politiques, organisent des événements et mènent des études sur la pratique du cyclisme.
Le Thailand Bike and Walk Forum a été créé par le Thai Cycling Club (TCC) et la Thailand Walking and Cycling Institute Foundation (TWCI) en 2013,. Le forum se réunit chaque année pour attirer l'attention sur le vélo et la marche comme solutions viables aux problèmes mondiaux, notamment ceux liés à la santé et à l'environnement.

## Liste des principaux activistes cyclistes
- Richard Ballantine (en)
- David Byrne
- Mikael Colville-Andersen
- John Forester
- Jan Gehl

### Groupes, mouvements et exemples régionaux de défense du vélo
- Vélo Québec
- Masse critique
- Pro Velo (Belgique)
- Fédération française des usagers de la bicyclette
- Pro Velo Suisse
- Mieux se déplacer à bicyclette